# 贡纳尔·扬松
贡纳尔·扬松（瑞典語：Gunnar Jansson，1907年7月17日—1998年5月13日），瑞典男子足球运动员，司职前锋，所属俱乐部是加費萊體育會。他曾代表瑞典国家队参加1934年国际足联世界杯，结果队伍获得第八名。